# Jerry Lloyd
Jerry Lloyd, geboren als Jerome Hurwitz, auch Jerry Hurwitz, (* 17. Juli 1920 in New York City; † 12. Dezember 1994 in Queens, New York) war ein US-amerikanischer Jazz-Trompeter und Pianist. Er war in der New Yorker Jazzszene der 1940er und 1950er Jahre zunächst als Jerry Hurwitz und später als Jerry Lloyd bekannt und nahm unter beiden Namen auf.

## Leben und Wirken
Lloyd wurde als Sohn von Aaron Hurwitz und Lena Herwitz Lloyd geboren. Er war in der New Yorker Jazzszene Ende der 1940er und in den 1950er Jahren bekannt. Gerry Mulligan schrieb ihm als typischem Beispiel einer festgefahrenen überheblichen Einstellung vieler damaliger (weißer) Jazzmusiker der New Yorker Szene einen schlechten Einfluss zu (von Mulligan als corny, bad cats bezeichnet), da diese zum Beispiel alle Big Bands, die nicht wie das Count Basie Orchestra oder ihre Ideale Charlie Parker und Lester Young klangen, niedermachten, sogar die Bands von Woody Herman und Duke Ellington, und nicht in der Lage waren, seine Arrangements umzusetzen. Das habe ihm eine Weile das Spielen in New York verleidet und insbesondere Lloyds Einstellung habe sich negativ auf das von ihm 1951 bei Prestige aufgenommenes Album Historically Speaking ausgewirkt, bei dem Lloyd/Hurwitz mitspielte und nach Mulligan die ganze Aufnahmeatmosphäre zerstörte (damals trat er als Jerry Hurwitz auf).
Nach Mose Allison war er 1956 häufig in einer Gruppe von Jazzmusikern wie Al Cohn, Zoot Sims, Al Haig, Phil Woods, Buddy Jones anzutreffen, die sich in einem Loft in Brooklyn trafen (335 E 34 St) und dort spielten. Nach Allison schien er sich dort ständig aufzuhalten, arbeitete aber nicht regelmäßig als Jazzmusiker, sondern fuhr zu dieser Zeit ein Taxi, um sich über Wasser zu halten. Er soll nach Allison auch mit Charlie Parker gespielt haben. Er war nach Allison ein unter Eingeweihten in der New Yorker Szene wohlbekannter Charakter und Einfluss (he was a charakter and a hero to all those in the know) ähnlich Tony Fruscella, konnte nach Allison gut spielen, aber schaffte es wie Dave Schildkraut nicht zu größerer Bekanntschaft, außer in lokalen Musikerkreisen.
Lloyd spielte bei Georgie Auld, Buddy Rich, Kai Winding, Gene Roland und George Wallington. Ab 1950 arbeitete er als Taxifahrer und spielte nebenbei unter anderem wieder 1954 mit Henri Renaud’s U.S. Stars, 1955 mit dem Harvey Leonard Trio/Sextet  und 1956 mit George Wallington und Zoot Sims.
Lloyd nahm mit Wallington und Zoot Sims, der Gerry Mulligan Concert Jazz Band auf sowie mit Jutta Hipp. Der Diskograf Tom Lord verzeichnet drei Aufnahme-Sessions von 1949 bis 1959, zuletzt bei Sessions in David X. Young Jazz Loft, mit Zoot Sims, Pepper Adams,  Mose Allison, Bill Takas und Jerry Segal.
Lloyd starb am 12. Dezember 1994 im Western Queens Community Care Home in New York. Er wurde auf dem Saint Elizabeth’s Cemetery in Starford, Indiana County, Pennsylvania, beigesetzt.

## Lexikalischer Eintrag
- Lloyd, Jerry (Jerome Hurwitz), in: Carlo Bohländer, Karl Heinz Holler, Christian Pfarr: Reclams Jazzführer. 3., neubearbeitete und erweiterte Auflage. Reclam, Stuttgart 1989, ISBN 3-15-010355-X.